# Friedrich Ernst Guhr
Friedrich Ernst Guhr (* vor 1887; † 1916) war ein deutscher Unternehmer und Privatinvestor sowie Kommissionsrat.

## Werdegang
Guhr war ein aus Pirna stammender erfolgreicher Angestellter in der Brauwirtschaft. Von 1887 bis 1900 arbeitete er als Prokurist und leitender Angestellter für den Industriellen Carl Adolf Riebeck im Leipziger Brauhaus zu Reudnitz. Dieses Brauhaus war vormals eines der größten Brauereien Mitteldeutschlands und gehört heute zur Radeberger-Gruppe (vormals Binding-Gruppe) des Oetker Konzerns. Ab 1900 wurde Guhr in den Aufsichtsrat berufen. Er ließ für sich, seine 16 Jahre jüngere Ehefrau und seine zwei Töchter eine imposante Villa mit Park in Engelsdorf errichten, heute ein Stadtteil von Leipzig.

## Glücksfall
Durch Grundstücksspekulation gelang es Guhr, umfangreiches Gelände vorab zu erwerben um es wenig später der königlich sächsischen Staatsbahn für die Neuansiedlung von Eisenbahnlok-, Wagenwerkstatt- und Rangierbetrieb anbieten zu können. Durch den geplanten Neubau ihres Hauptbahnhofes in Leipzig wurde die Fläche gesucht. Friedrich Ernst Guhr wurde für relativ kurze Zeit zum reichsten und bedeutsamsten Bürger der Stadt Engelsdorf und zu einem geachteten Mäzen.

## Lebensende
Durch den Ersten Weltkrieg verlor er sein ganzes Vermögen und wurde im Dezember 1914 in eine Nervenklinik eingeliefert, wo er 1916 verstarb. Die Stadt übernahm die Immobilien, die evangelische Kirche erwarb seine Villa als Pfarrhaus für den neugewählten Pfarrer. 2002 wurde die Villa an die Familie eines Nervenarztes verkauft, der sie umfangreich renovieren ließ. Seitdem ist sie wieder im Privatbesitz.

## Ehrungen
Für seine Verdienste für die Entwicklung seiner Wohnortgemeinde Engelsdorf wurde ihm der Titel Kommissionsrat, sowie 1912 der Albrechtsorden vom letzten sächsischen König Friedrich August III. verliehen. In der Neuzeit wählt die Stadt Leipzig ihn als Namenspatron für die Neubenennung einer Straße im Ortsteil Engelsdorf aus.